# Тесьер-ле-Бульес
Тесье́р-ле-Булье́с (фр. Teissières-lès-Bouliès, окс. Teissièras) — коммуна во Франции, находится в регионе Овернь. Департамент — Канталь. Входит в состав кантона Арпажон-сюр-Сер. Округ коммуны — Орийак.
Код INSEE коммуны — 15234.
Коммуна расположена приблизительно в 450 км к югу от Парижа, в 115 км южнее Клермон-Феррана, в 15 км к юго-западу от Орийака.

## Население
Население коммуны на 2008 год составляло 309 человек.
| 1962 | 1968 | 1975 | 1982 | 1990 | 1999 | 2008 |
| ---- | ---- | ---- | ---- | ---- | ---- | ---- |
| 312  | 365  | 369  | 338  | 319  | 268  | 309  |

## Экономика

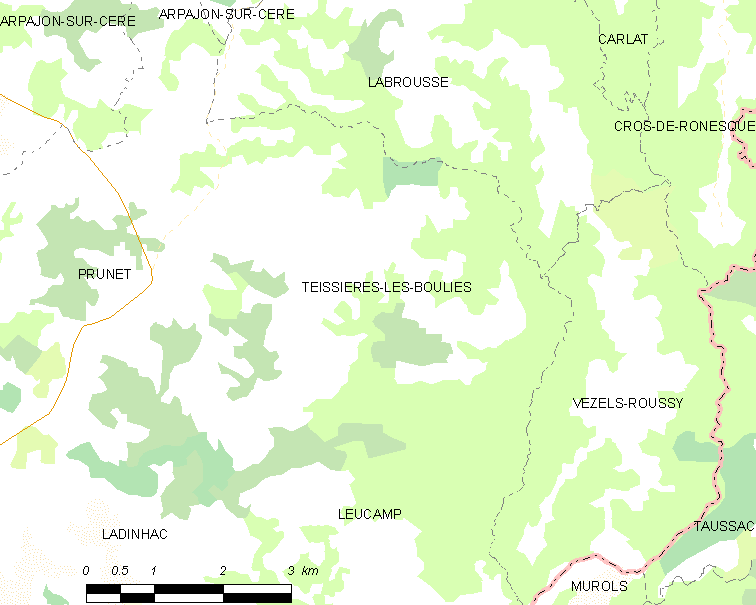
Карта коммуны

В 2007 году среди 189 человек в трудоспособном возрасте (15—64 лет) 136 были экономически активными, 53 — неактивными (показатель активности — 72,0 %, в 1999 году было 62,9 %). Из 136 активных работали 131 человек (77 мужчин и 54 женщины), безработных было 5 (1 мужчина и 4 женщины). Среди 53 неактивных 19 человек были учениками или студентами, 13 — пенсионерами, 21 были неактивными по другим причинам.